# Varennes (Vienne)
Varennes foi uma comuna francesa na região administrativa da Nova Aquitânia, no departamento de Vienne. Estendia-se por uma área de 12,8 km². Em 2010 a comuna tinha 367 habitantes (densidade: 28,7 hab./km²).
Em 1 de janeiro de 2019, passou a fazer parte da nova comuna de Saint-Martin-la-Pallu.